# Lijst van Alarmschijven in 1986
Deze hits waren in 1986 Alarmschijf bij Veronica op Radio 3:
| Nr. | Datum        | Artiest                             | Titel                                          | Hoogste positie in Top 40 |
| --- | ------------ | ----------------------------------- | ---------------------------------------------- | ------------------------- |
| 833 | 3 januari    | Drum Theatre                        | Eldorado                                       | 13                        |
| 834 | 10 januari   | Billy Ocean                         | When the Going Gets Tough, the Tough Get Going | 1 (5wk)                   |
| 835 | 17 januari   | Mai Tai                             | Female Intuition                               | 9                         |
| 836 | 24 januari   | Simple Minds                        | Sanctify Yourself                              | 11                        |
| 837 | 31 januari   | Teddy Pendergrass & Whitney Houston | Hold Me                                        | 22                        |
| 838 | 7 februari   | Andrea                              | I'm A Lover                                    | 8                         |
| 839 | 14 februari  | Mr. Mister                          | Kyrie                                          | 6                         |
| 840 | 21 februari  | Falco                               | Jeanny                                         | 1 (2wk)                   |
| 841 | 28 februari  | Miami Sound Machine                 | Conga                                          | 3                         |
| 842 | 7 maart      | Rolling Stones                      | Harlem Shuffle                                 | 5                         |
| 843 | 14 maart     | Culture Club                        | Move Away                                      | 17                        |
| 844 | 21 maart     | Whistle                             | Just Buggin'                                   | 5                         |
| 845 | 28 maart     | George Michael                      | A Different Corner                             | 1 (1wk)                   |
| 846 | 4 april      | Bruce & Bongo                       | Geil                                           | 15                        |
| 847 | 11 april     | Frank Boeijen Groep                 | De Beloning                                    | 24                        |
| 848 | 18 april     | Madonna                             | Live To Tell                                   | 3                         |
| 849 | 25 april     | Golden Earring                      | Quiet Eyes                                     | 9                         |
| 850 | 2 mei        | Tippa Irie                          | Hello Darling                                  | 26                        |
| 851 | 9 mei        | Wax                                 | Right Between the Eyes                         | 25                        |
| 852 | 16 mei       | Cock Robin                          | Thought You Were on My Side                    | 5                         |
| 853 | 23 mei       | Mai Tai                             | Turn Your Love Around                          | 7                         |
| 854 | 30 mei       | The Doobie Brothers                 | What a Fool Believes                           | 12                        |
| 855 | 6 juni       | Level 42                            | Lessons in Love                                | 2                         |
| 856 | 13 juni      | Wham!                               | The Edge Of Heaven                             | 1(3wk)                    |
| 857 | 20 juni      | Madonna                             | Papa Don't Preach                              | 2                         |
| 858 | 27 juni      | Owen Paul                           | My favourite waste of time                     | 6                         |
| 859 | 4 juli       | Two Man Sound                       | Disco Samba                                    | 9                         |
| 860 | 11 juli      | Matia Bazar                         | Ti Sento                                       | 2                         |
| 861 | 18 juli      | Spandau Ballet                      | Fight for Ourselves                            | 16                        |
| 862 | 25 juli      | Sly Fox                             | Let's Go All the Way                           | 6                         |
| 863 | 1 augustus   | Marilyn Martin                      | Move closer                                    | 8                         |
| 864 | 8 augustus   | The S.O.S. Band                     | Borrowed Love                                  | 14                        |
| 865 | 15 augustus  | Boris Gardiner                      | I want to wake up with you                     | 4                         |
| 866 | 22 augustus  | Dan Hartman                         | Waiting to See You                             | 33                        |
| 867 | 29 augustus  | Hollywood Beyond                    | What's the Colour of Money?                    | 9                         |
| 868 | 5 september  | Frankie Goes to Hollywood           | Rage Hard                                      | 7                         |
| 869 | 12 september | Janet Jackson                       | When I Think of You                            | 3                         |
| 870 | 19 september | Don Johnson                         | Heartbeat                                      | 5                         |
| 871 | 26 september | Communards                          | Don't leave me this way                        | 1 (5wk)                   |
| 872 | 3 oktober    | Iron Maiden                         | Wasted Years                                   | 12                        |
| 873 | 10 oktober   | A-ha                                | I've Been Losing You                           | 11                        |
| 874 | 17 oktober   | Miami Sound Machine                 | Words Get In the Way                           | 17                        |
| 875 | 24 oktober   | Duran Duran                         | Notorious                                      | 6                         |
| 876 | 31 oktober   | Bon Jovi                            | You Give Love a Bad Name                       | 5                         |
| 877 | 7 november   | Elvis Costello & The Attractions    | I Want You                                     | 15                        |
| 878 | 14 november  | Simple Minds                        | Ghostdancing                                   | 20                        |
| 879 | 21 november  | Europe                              | Rock the Night                                 | 6                         |
| 880 | 28 november  | Huey Lewis & the News               | Hip to Be Square                               | 30                        |
| 881 | 5 december   | Madonna                             | Open Your Heart                                | 7                         |
| 882 | 12 december  | Bon Jovi                            | Livin' on a Prayer                             | 2                         |
| 883 | 19 december  | Red Box                             | For America                                    | 4                         |
| -   | 26 december  | geen Alarmschijf                    | geen Alarmschijf                               | geen Alarmschijf          |

1969 ·
1970 ·
1971 ·
1972 ·
1973 ·
1974 ·
1975 ·
1976 ·
1977 ·
1978 ·
1979 ·
1980 ·
1981 ·
1982 ·
1983 ·
1984 ·
1985 ·
1986 ·
1987 ·
1988 ·
1989 · 
1990 · 
1991 · 
1992 · 
1993 · 
1994 · 
1995 · 
1996 · 
1997 · 
1998 · 
1999 · 
2000 · 
2001 · 
2002 · 
2003 · 
2004 · 
2005 · 
2006 · 
2007 · 
2008 · 
2009 ·
2010 ·
2011 ·
2012 ·
2013 ·
2014 ·
2015 ·
2016 ·
2017 ·
2018 ·
2019 ·
2020 ·
2021 ·
2022 ·
2023 ·
2024 ·
2025